# Phalaenopsis cochlearis
Phalaenopsis cochlearis – gatunek z rodziny storczykowatych (Orchidaceae). Posiada woskowożółte kwiaty, wielkości ok. 4–5 cm. Kwitnienie przypada na okres późnowiosenny.